# Glory, Glamour and Gold
Glory, Glamour and Gold è il quarto album in studio del gruppo musicale svedese Army of Lovers, pubblicato nel 1994.

## Tracce
1. Hurrah Hurrah Apocalypse – 5:33
2. Sexual Revolution – 3:47
3. Stand Up for Myself – 4:02
4. Lit De Parade" (Video Edit) – 3:16
5. Life Is Fantastic – 4:04
6. Mr. Battyman – 3:12
7. C'est démon – 3:34
8. Shine Like a Star – 3:41
9. You've Come a Long Way Baby – 6:07
10. Ballrooms of Versailles – 3:27
11. Dub Evolution – 4:21
12. Like a Virgin Sacrified – 4:04
13. Lit De Parade (Radio Edit) – 3:27